# Энергоатомиздат
Энергоатомизда́т — советское и российское издательство, существовавшее в 1981—2000 годы. Вошло в состав издательства «Мир».

## История
Создано в 1981 году под названием «Энергоиздат» путём объединения издательств «Атомиздат» и «Энергия». В июле 1982 года переименовано в «Энергоатомиздат».
В системе Госкомиздата СССР издательство «Энергоиздат» (и с 1982 года «Энергоатомиздат») входило в главную редакцию научно-технической литературы. В 1981—1990 гг. показатели издательской деятельности издательства были следующие:
|                                       | 1981     | 1985    | 1987    | 1988    | 1989     | 1990    |
| ------------------------------------- | -------- | ------- | ------- | ------- | -------- | ------- |
| Кол-во книг и брошюр, печатных единиц | 477      | 455     | 362     | 317     | 288      | 293     |
| Тираж, млн экз.                       | 6,8522   | 5,1523  | 6,8076  | 6,337   | 6,4477   | 6,3448  |
| Печатных листов-оттисков, млн         | 117,3164 | 94,9472 | 99,5508 | 98,7442 | 105,3769 | 96,4893 |

В 2000 году «Энергоатомиздат» вошло в состав издательства «Мир».